# Wolwinów
Wolwinów – część miasta Chełm w województwie lubelskim.
Dawniej samodzielna wieś, której osią była obecna ulica Wolwinów. Leży w południowo-wschodniej części miasta, przy chełmskim wyrobisku kredy.
Znajduje się tu rezerwat przyrody Wolwinów.